# Het Geslacht De Pauw
Het Geslacht De Pauw was een Belgische komische televisieserie van Woestijnvis, die twee seizoenen kende die in 2004 en 2005 werden uitgezonden. Het programma was een parodie op realitysoaps, vooral De Pfaffs, en een mockumentary over Bart De Pauws zogenaamde leven achter de schermen en bij zijn familie.
Het Geslacht De Pauw werd in 2004 bekroond met De HA! van Humo.

## Concept
Het Geslacht De Pauw volgt Bart De Pauw en zijn familie in hun dagelijkse bezigheden. Om de illusie te wekken dat het om een echte realitysoap gaat hebben de personages dezelfde voornaam als de acteurs die ze spelen. Ook wordt er regelmatig verwezen naar de echte leefwereld van de acteurs. Bart De Pauw verwijst bijvoorbeeld naar programma's die hij vroeger maakte en er wordt verwezen naar Aspe, de politieserie waarin de actrice die Maaike (in de serie de vrouw van Bart De Pauw) vertolkt ook meespeelt. Naarmate de reeks vordert, en zeker in het tweede seizoen, worden de situaties waarin de familie De Pauw belandt echter steeds waanzinniger en ongeloofwaardiger.

## Personages
- Bart De Pauw (Bart De Pauw): Speelt een mediageile, egoïstische, aandachtzoekende versie van zichzelf.
- Maaike Cassiman (Maaike Cafmeyer): Speelt de jaloerse, naïeve, in het huishouden luie vrouw van Bart. Vaak zet ze allerlei nevenprojecten op touw die uitermate belachelijk zijn.
- Oma Josée (Josée Van Causbroeck): Speelt Barts moeder. Ze is, relatief gezien, de meest normale en verstandige persoon in Barts fictieve familie. In het echte leven is ze De Pauws schoonmoeder.
- Benny De Pauw (Benny Claessens): Speelt Barts jongste broer. Hij is een zachtmoedige dierenliefhebber die eigenlijk niet aan de serie wil meedoen uit angst dat de camera's hem zullen manipuleren. Hij probeert ook geregeld zichzelf als artistiek en alternatief te profileren, maar maakt zichzelf hiermee onsterfelijk belachelijk.
- Tom De Pauw (Tom Waes): Speelt Barts tweede broer. Hij is een onaangename, opvliegende man die zijn vrouw regelmatig bedriegt en ook betrokken is bij allerlei criminele activiteiten. Hij bedreigt geregeld iedereen die met hem in discussie gaat en gaat nogal snel met hen op de vuist.
- Tine Vandeweyer (Tine Van den Wyngaert): De sympathieke, maar hopeloos naïeve en optimistische vrouw van Tom De Pauw. Ze laat zich voortdurend door haar echtgenoot bedriegen en manipuleren, zonder dat ze dit zelf beseft.
- Amelie De Pauw: Bart De Pauws dochter, net zoals in het echte leven.
- Quinten De Pauw: Bart De Pauws zoon, net zoals in het echte leven.
- Damien De Pauw: Bart De Pauws zoon, maar in het echte leven de zoon van Tom Waes
- Willy (Willy Basteyns): speelt Barts buurman in de serie. Hij komt vaak op het verkeerde moment langs.
- Stefaan (Stefaan Van Brabandt): speelt Barts superenthousiaste en ergerlijke fan.
- Maarten (Maarten Van Cauwenberghe): duikt op in het tweede seizoen, waar hij een verlegen arts speelt die verliefd wordt op Tine.

## Cameo's en gastoptredens
Veel bekende Vlamingen hadden een cameo als zichzelf in de serie.
- Ruth Becquart
- Ruth Beeckmans
- Steve Beirnaert
- Hein Blondeel
- Hans Bourlon
- Herman Brusselmans en zijn vrouw Tania
- Elise Bundervoet
- Axel Daeseleire
- Sven De Leijer (alvorens hij bekend werd)
- Jean-Luc Dehaene
- Herbert Flack
- Sam Gooris
- Bert Haelvoet
- Zsofi Horvath
- Paul Jambers
- Sandra Kim
- Gunter Lamoot (alvorens hij bekend werd, speelt een familielid van Jean-Marie Dedecker)
- Tom Lenaerts
- Yves Leterme
- Stijn Meuris
- Johan Museeuw
- Jaimie Nauwelaerts
- Neveneffecten (als personages, niet als zichzelf)
- Bart Peeters
- Filip Peeters
- Axl Peleman
- Belle Pérez
- Ellen Petri
- Kelly Pfaff
- Erwin Provoost
- Sergio Quisquater
- Katja Retsin
- Marc Reynebeau
- Mathijs Scheepers
- Mathias Sercu
- Steve Stevaert
- Nico Sturm
- Dina Tersago
- Danny Timmermans
- Hanne Troonbeeckx
- Mark Uytterhoeven
- Cédric Van Branteghem
- Wouter Vandenhaute
- Reinhilde Van Driel
- Erik Van Looy
- Birgit Van Mol
- Rob Vanoudenhoven
- Jan Van Rompaey
- Herman Verbruggen
- Gert Verhulst
- Dany Verstraeten
- Wim Willaert
- Lieven Scheire
- Tom Van Landuyt

## Prijzen en nominaties
- De HA! van Humo voor Beste Belgische Programma in 2004